# ソルロンタン
ソㇽロンタン（朝: 설렁탕）は、韓国の代表的な料理のひとつ。牛の肉・骨を長時間煮込んで作る乳白色のシンプルなスープ料理。似た料理としてコㇺタンがあり、両者とも長時間かけて煮出したスープではあるが、コㇺタンと比べ骨が多く入っており、骨髄まで煮出され白濁しているのが特徴。「雪のように白く濃いスープ」という意味で、日本統治時代には「雪濃湯」とも表記されていた。

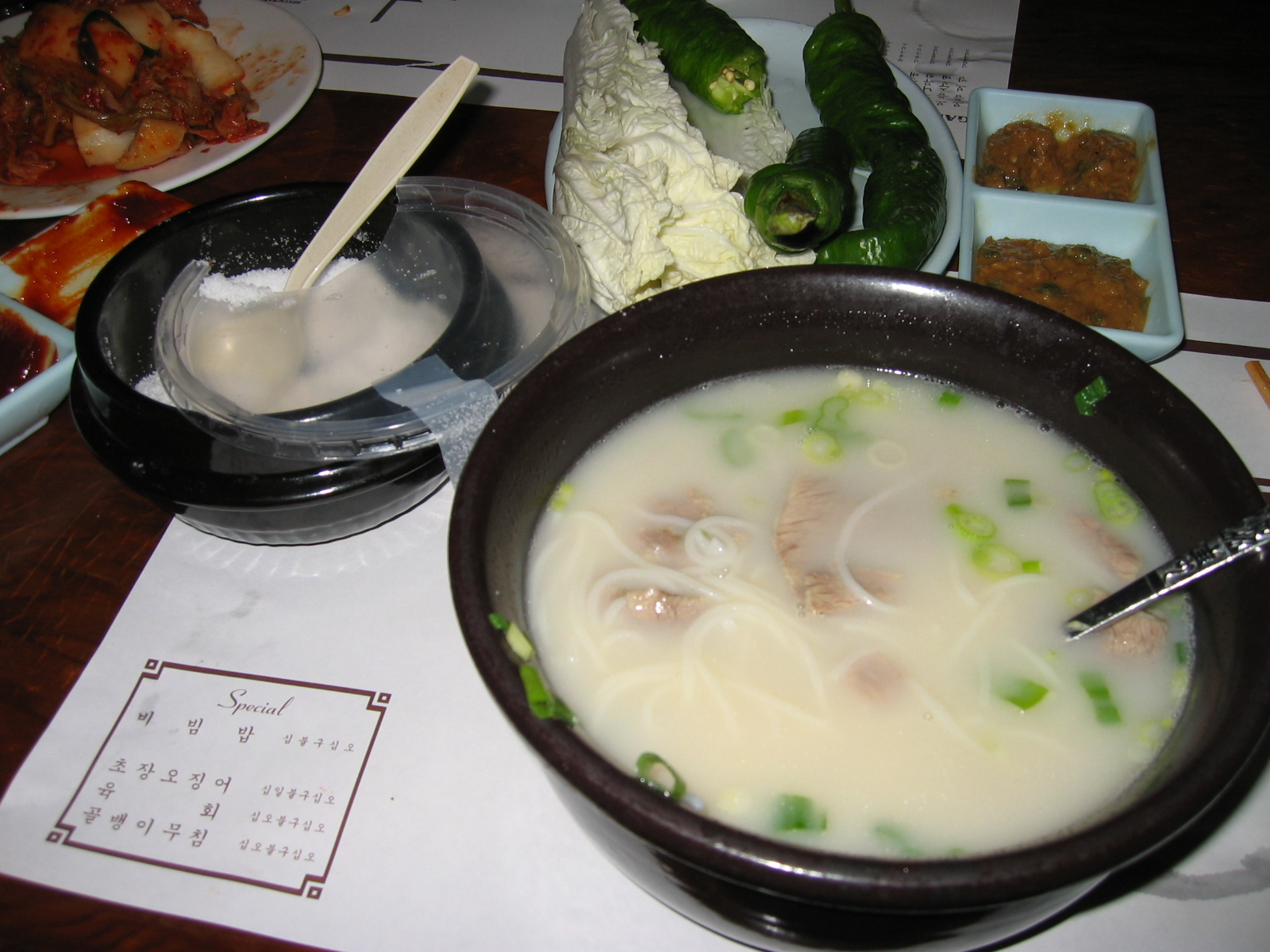
ソㇽロンタン

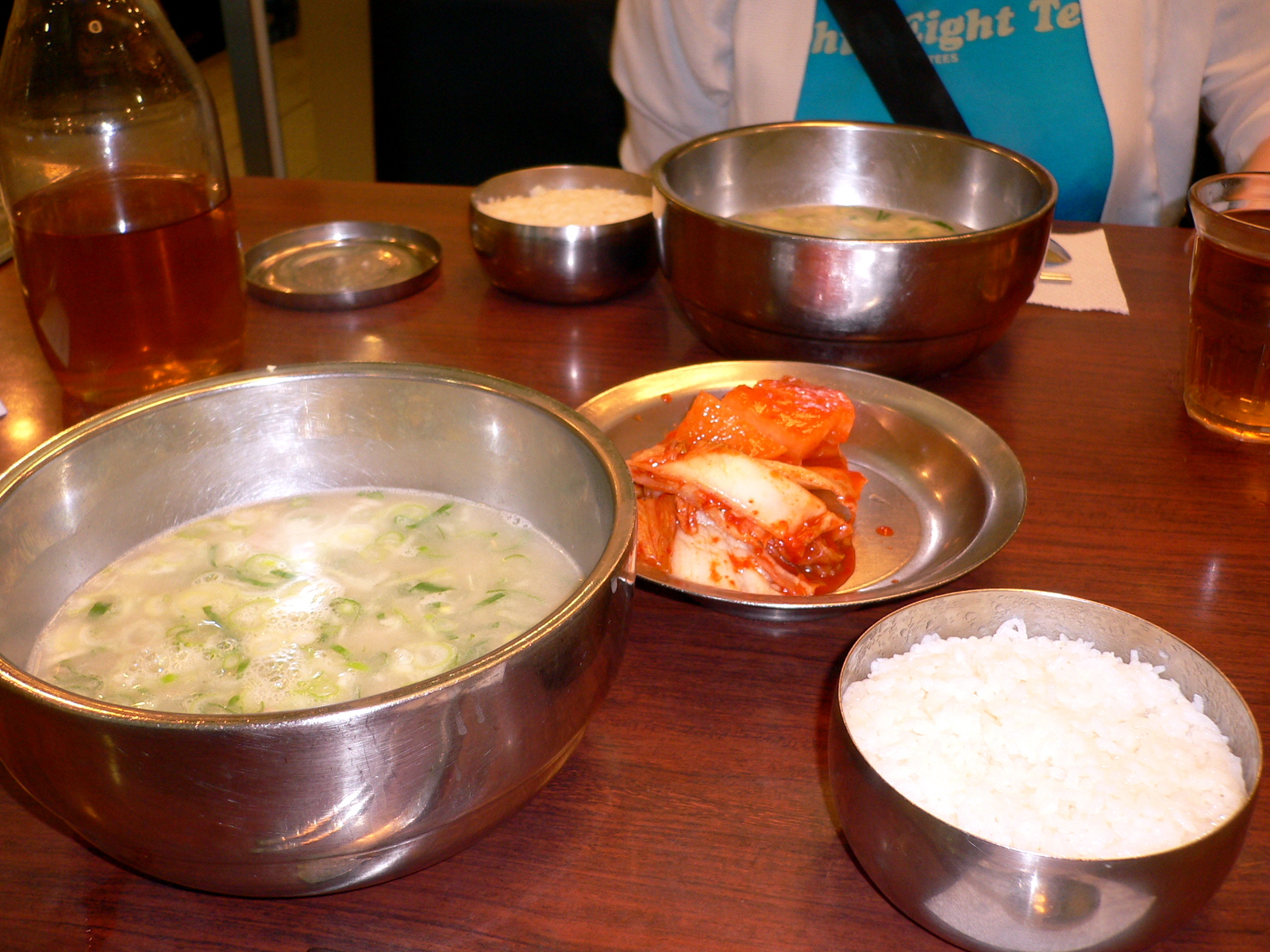
ソㇽロンタン

## 調理法・食べ方
牛の骨や各部位の肉、舌、内臓を大きな鍋に入れ、水で10時間以上煮立てることで乳白色のスープを得る。あらかじめ茹でてスライスした肉類、素麺などを盛った器に大鍋のスープを注ぎ、薬味の刻みネギを乗せて飯とともに供する。
調理時にはほとんど味付けせず、食卓で塩・コショウ、粉唐辛子などを加え、好みの味に調節して食べる。副菜として、特に大根のキㇺチ（カクトゥギ）が欠かせないと言われる。飯やゆでた麺を入れてもいい。

## 由来
諸説あるが、「朝鮮王朝時代に農事に関する祭祀が執り行われた先農壇（現在のソウル特別市東大門区祭基洞）で、祭祀の後に人々にふるまわれていた料理だった」という説。あるいは「先農壇」のスープなので「先農湯（ソンノンタン）」だったのが「ソㇽロンタン」になった、との説が有名である。だがこの説は1940年、洪善杓（ホンソンピョ/홍선표) に著された料理書『朝鮮料理學』での記述が初見で、それ以前の記述が見当たらない。
また、13世紀に高麗王朝がモンゴル帝国の統治を受けた折に伝わったモンゴル料理「シュル」が語源との説などもあるが、朝鮮王朝時代のモンゴル語教材に「シュルがソㇽロンの語源」との記述は見当たらない。
そのため『食卓の上の韓国史』の著者である周永河は、朝鮮語で「何物にもとらわれず自由気ままな様」を「ソㇽロンソㇽロン」と表現することから、時間にとらわれずじっくり煮込み、肉片が自由気ままに浮くこの肉汁を「ソㇽロンタン」と名付けた、との説を提唱している。

## 外食産業におけるソㇽロンタン

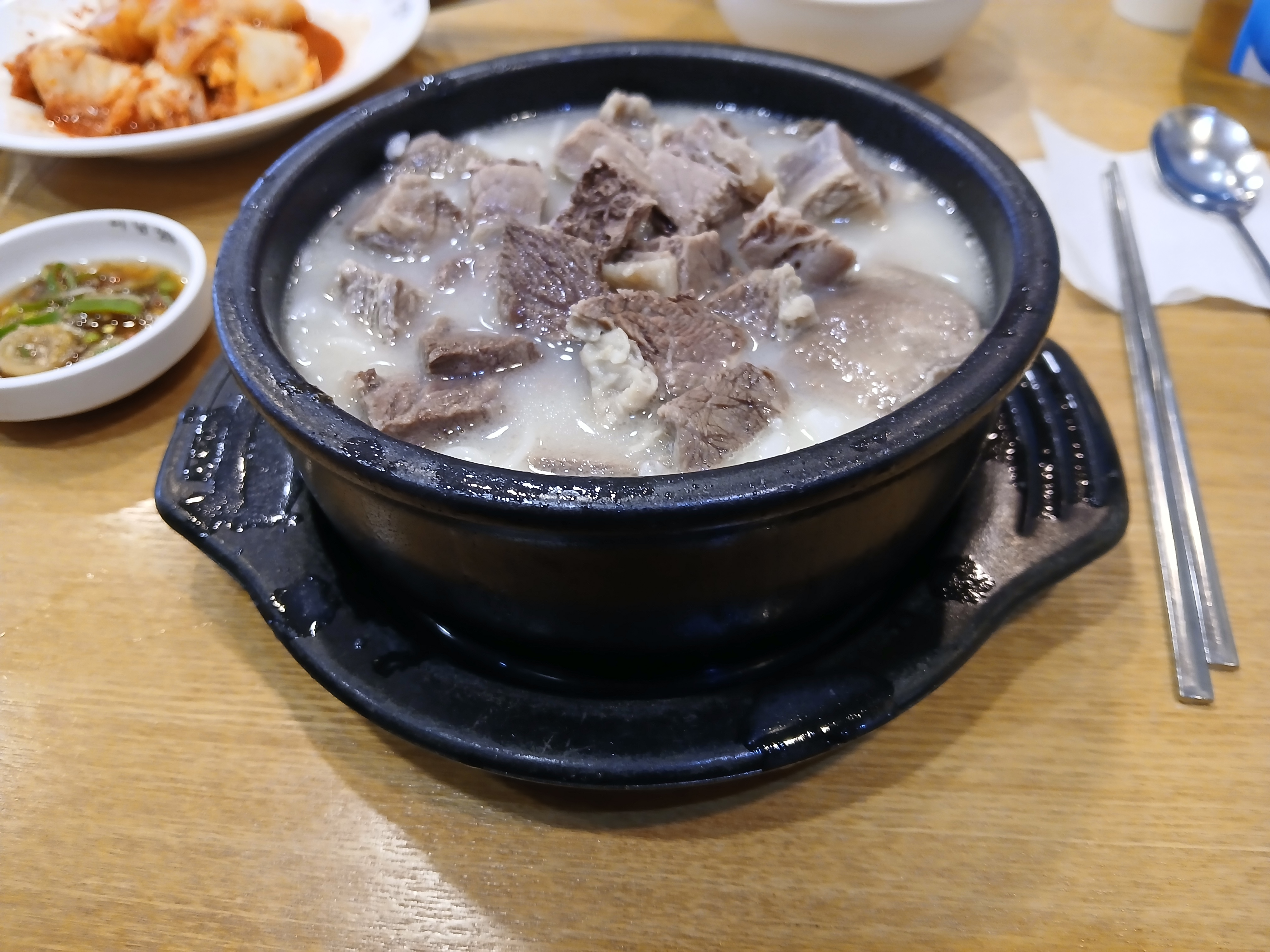
白菜キムチと共に置かれているソㇽロンタン。

牛の骨や内臓などを長時間煮込むため、家庭での調理は難しい。そのため専門店や一般的な食堂で食されることが多い。注文すればすぐに供される簡便さから、朝食・昼食などとして広く食べられ、価格も安い。1920年代の京城では煙草1箱が10銭、雑誌『開闢』が40銭、対してソㇽロンタンは1杯10銭から15銭、肉入りにしても20銭だった。日本統治時代を生きた小説家・玄鎮健の『運のいい日』にも、貧しい人力車曳きが病気の妻のためにソㇽロンタンを買い求める場面がある。庶民的なソㇽロンタン屋に両班の出入りは憚られるため、ソルロンタン屋では出前のシステムが早くから存在していた。
現在の大韓民国では老舗やチェーン店などの専門店が、早朝から、あるいは24時間で営業している。これらの店ではスープと飯のセットが出され、テーブルには大量の白菜キムチ、カクトゥギが置かれていることが多い。現在でも安価なソㇽロンタンを、韓国統計庁では生活物価指数を測定する代表的な品目のひとつとしている。